# Montainville (Eure-et-Loir)
Montainville is een plaats en voormalige gemeente in het Franse departement Eure-et-Loir in de regio Centre-Val de Loire en telt 342 inwoners (2004). De plaats maakt deel uit van het arrondissement Chartres.

## Geschiedenis
Op 1 januari 2016 is Montainville gefuseerd met de gemeenten Rouvray-Saint-Florentin, Villeneuve-Saint-Nicolas en Voves tot de commune nouvelle Les Villages Vovéens. 

## Geografie
De oppervlakte van Montainville bedraagt 15,6 km², de bevolkingsdichtheid is 21,9 inwoners per km².
De onderstaande kaart toont de ligging van Montainville (Eure-et-Loir) met de belangrijkste infrastructuur en aangrenzende gemeenten.

## Demografie
Onderstaande figuur toont het verloop van het inwonertal (bron: INSEE-tellingen).